# Шмагин, Евгений Алексеевич
Евге́ний Алексе́евич Шма́гин (род. 30 декабря 1949) — российский дипломат. Чрезвычайный и полномочный посол (2005).

## Биография
Окончил факультет международных экономических отношений МГИМО в 1972 году.
- В 1973—1977 годах — работа в генеральном консульстве СССР в Западном Берлине.
- В 1980—1986 годах — работа в посольстве СССР в Бонне, в 1990—1995 годах — в посольстве СССР, России в Вене. Также работал в подразделениях центрального аппарата МИД СССР и России. Работал в департаменте по культурным связям и делам ЮНЕСКО МИД России.
- В 1997—1999 годах — руководство берлинским отделением посольства РФ в Германии.
- С 15 августа 2002 по 6 декабря 2006 года — чрезвычайный и полномочный посол Российской Федерации в Киргизской Республике[1][2].
- В 2010—2015 годах — генеральный консул Российской Федерации в Бонне[3].

Выйдя в отставку, занялся литературной деятельностью. Его мемуары о буднях работы сотрудников центрального аппарата и загранучреждений «Трусцой по мидовским дорожкам», необычные для стандарта воспоминаний дипломатов, вызвали широкие отклики, были переведены на немецкий язык и изданы в Германии. Привлекли внимание и последующие работы Е. А. Шмагина — сборник рассказов «У нас в посольстве или дипломаты тоже люди» и панорамное повествование «Руссиш/Дойч. Семейная история», в которых изображается повседневная жизнь советских и российских дипломатов с ее позитивными и негативными сторонами (см. отзывы читателей на сайтах издательств "Весь мир", "Алгоритм" и "Родина")

## Семья
Супруга Ирина Александровна преподает биологию в средней школе. Дочь Юлия — юрист. Сын Андрей — экономист.

## Дипломатический ранг
- Чрезвычайный и полномочный посланник 2 класса (30 декабря 1996)[4]
- Чрезвычайный и полномочный посланник 1 класса (6 января 1999)[5]
- Чрезвычайный и полномочный посол (10 ноября 2005)[6]

## Публикации
- Шмагин Е.А. Трусцой по мидовским дорожкам. — М.: Весь Мир, 2015. — 528 с. — ISBN 978-5-7777-0599-0.
- Jewgeni Schmagin. Meine Botschaft. Ungeschminkte Erinnerungen eines russischen Diplomaten. — Droste Verlag, September 2017—376 Seiten — ISBN 978-3-7700-6026-9
- Шмагин Евгений. У нас в Посольстве, или Дипломаты тоже люди! — ООО «ТД Алгоритм», 2018. — 416 с. — ISBN 978-5-906995-47-6
- Шмагин Е. Руссиш/Дойч. Семейная история. — Издательство Родина, 2020 г. — 480 с. — ISBN 978-5-907255-83-8